# 1937 en santé et médecine
| Années de la santé et de la médecine : 1934 - 1935 - 1936 - 1937 - 1938 - 1939 - 1940    |
| Décennies de la santé et de la médecine : 1900 - 1910 - 1920 - 1930 - 1940 - 1950 - 1960 |

Cet article présente les faits marquants de l'année 1937 en santé et médecine.

## Événements
- Dorothy Crowfoot Hodgkin publie sa thèse de doctorat en chimie sur la structure du cholestérol[1].
- En accord avec les travaux néodarwiniens sur les chromosomes et la génétique, Theodosius Dobjansky applique aux populations la théorie synthétique de l'évolution, également appelée « synthèse moderne », terme inventé par Julian Huxley.[réf. nécessaire]

## Publication

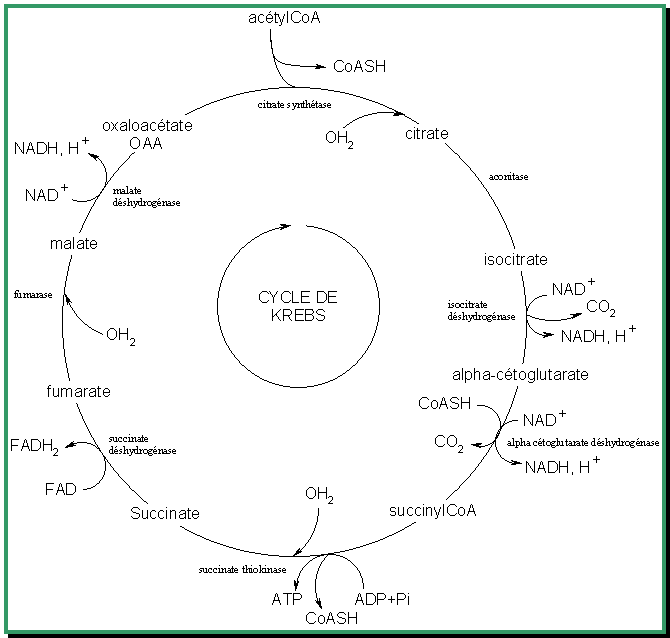
Cycle de Krebs

- 14 juin : la revue Nature rejette un article de Hans Adolf Krebs décrivant la voie métabolique, par la suite dénommée cycle de Krebs, aboutissant à la formation de l'adénosine triphosphate (ATP). Deux mois plus tard, Krebs publie son article dans une autre revue, Enzymologia (en)[2].

## Prix
- Prix Nobel de physiologie ou médecine : Albert von Szent-Györgyi Nagyrapolt (1893-1986).
- Médaille Copley : Henry Dale (1875-1968).

## Naissances
- 23 mars : 
  - Ibrahim Abouleish (mort en 2017), médecin et chimiste égyptien.
  - Robert Gallo (88 ans), immunologiste et virologue américain.
- 11 juin : J. Robin Warren (87 ans), biologiste australien, lauréat du prix Nobel de physiologie ou médecine en 2005.
- 6 octobre : Mario Capecchi (87 ans), généticien américain, lauréat du prix Nobel de physiologie ou médecine en 2007.

## Décès
- 28 mai : Alfred Adler (né en 1870), psychologue autrichien.
- Marcel Mérieux (né en 1870), biochimiste français.